# Ашленд (округ, Огайо)
Округ Ашленд (англ. Ashland County) располагается в штате Огайо, США. Официально образован 24 февраля 1846 года. По состоянию на 2010 год, численность населения составляла 53 139 человек.

## География
По данным Бюро переписи США, общая площадь округа равняется 1 105,413 км2, из которых 1 095,442 км2 суша и 9,972 км2 или 0,900 % это водоёмы.

## Население
По данным переписи населения 2000 года в округе проживает 52 523 жителей в составе 19 524 домашних хозяйств и 14 018 семей. Плотность населения составляет 48,00 человек на км2. На территории округа насчитывается 20 832 жилых строений, при плотности застройки около 19,00-ти строений на км2. Расовый состав населения: белые — 97,54 %, афроамериканцы — 0,81 %, коренные американцы (индейцы) — 0,11 %, азиаты — 0,55 %, гавайцы — 0,03 %, представители других рас — 0,21 %, представители двух или более рас — 0,76 %. Испаноязычные составляли 0,65 % населения независимо от расы.
В составе 32,50 % из общего числа домашних хозяйств проживают дети в возрасте до 18 лет, 59,50 % домашних хозяйств представляют собой супружеские пары проживающие вместе, 8,50 % домашних хозяйств представляют собой одиноких женщин без супруга, 28,20 % домашних хозяйств не имеют отношения к семьям, 24,00 % домашних хозяйств состоят из одного человека, 10,30 % домашних хозяйств состоят из престарелых (65 лет и старше), проживающих в одиночестве. Средний размер домашнего хозяйства составляет 2,58 человека, и средний размер семьи 3,06 человека.
Возрастной состав округа: 25,70 % моложе 18 лет, 10,80 % от 18 до 24, 26,50 % от 25 до 44, 23,00 % от 45 до 64 и 23,00 % от 65 и старше. Средний возраст жителя округа 36 лет. На каждые 100 женщин приходится 96,60 мужчин. На каждые 100 женщин старше 18 лет приходится 92,40 мужчин.
Средний доход на домохозяйство в округе составлял 39 179 USD, на семью — 46 306 USD. Среднестатистический заработок мужчины был 32 585 USD против 22 334 USD для женщины. Доход на душу населения составлял 17 308 USD. Около 7,10 % семей и 9,50 % общего населения находились ниже черты бедности, в том числе — 13,10 % молодежи (тех, кому ещё не исполнилось 18 лет) и 7,50 % тех, кому было уже больше 65 лет.